# Łukasz Poręba
Łukasz Poręba (Legnica, 13 marzo 2000) è un calciatore polacco, centrocampista dell'Elversberg, in prestito dall'Amburgo.

## Caratteristiche tecniche
È un centrocampista centrale.

## Carriera

### Club
Cresciuto nel settore giovanile del Zagłębie Lubin, ha esordito in prima squadra il 14 settembre 2018 disputando l'incontro di Ekstraklasa vinto 4-0 contro lo Śląsk Breslavia.
Il 1º luglio 2022 viene acquistato dal Lens.

### Nazionale
Ha giocato nelle nazionali giovanili polacche Under-19, Under-20 ed Under-21.

## Statistiche

### Presenze e reti nei club
Statistiche aggiornate al 2 febbraio 2025.
| Stagione                 | Squadra                  | Campionato               | Campionato | Campionato | Coppe nazionali | Coppe nazionali | Coppe nazionali | Coppe continentali | Coppe continentali | Coppe continentali | Altre coppe | Altre coppe | Altre coppe | Totale | Totale | Totale |
| Stagione                 | Squadra                  | Comp                     | Pres       | Reti       | Comp            | Pres            | Reti            | Comp               | Pres               | Reti               | Comp        | Pres        | Reti        | Pres   | Reti   |        |
| ------------------------ | ------------------------ | ------------------------ | ---------- | ---------- | --------------- | --------------- | --------------- | ------------------ | ------------------ | ------------------ | ----------- | ----------- | ----------- | ------ | ------ | ------ |
| 2017-2018                | Zagłębie Lubin II        | 3L                       | 2          | 0          | -               | -               | -               | -                  | -                  | -                  | -           | -           | -           | 2      | 0      |        |
| 2018-2019                | Zagłębie Lubin II        | 3L                       | 10         | 0          | -               | -               | -               | -                  | -                  | -                  | -           | -           | -           | 10     | 0      |        |
| 2019-2020                | Zagłębie Lubin II        | 3L                       | 3          | 0          | -               | -               | -               | -                  | -                  | -                  | -           | -           | -           | 3      | 0      |        |
| 2020-2021                | Zagłębie Lubin II        | 3L                       | 2          | 0          | -               | -               | -               | -                  | -                  | -                  | -           | -           | -           | 2      | 0      |        |
| Totale Zagłębie Lubin II | Totale Zagłębie Lubin II | Totale Zagłębie Lubin II | 17         | 0          |                 | -               | -               |                    | -                  | -                  |             | -           | -           | 17     | 0      |        |
| 2018-2019                | Zagłębie Lubin           | EK                       | 7          | 1          | CP              | 1               | 0               | -                  | -                  | -                  | -           | -           | -           | 8      | 1      |        |
| 2019-2020                | Zagłębie Lubin           | EK                       | 28         | 2          | CP              | 3               | 0               | -                  | -                  | -                  | -           | -           | -           | 31     | 2      |        |
| 2020-2021                | Zagłębie Lubin           | EK                       | 24         | 0          | CP              | 3               | 0               | -                  | -                  | -                  | -           | -           | -           | 27     | 0      |        |
| 2021-2022                | Zagłębie Lubin           | EK                       | 29         | 1          | CP              | 3               | 0               | -                  | -                  | -                  | -           | -           | -           | 32     | 1      |        |
| Totale Zagłębie Lubin    | Totale Zagłębie Lubin    | Totale Zagłębie Lubin    | 88         | 4          |                 | 10              | 0               |                    | -                  | -                  |             | -           | -           | 98     | 4      |        |
| 2022-2023                | Lens 2                   | N3                       | 1          | 0          | -               | -               | -               | -                  | -                  | -                  | -           | -           | -           | 1      | 0      |        |
| 2022-2023                | Lens                     | L1                       | 10         | 0          | CF              | 2               | 0               | -                  | -                  | -                  | -           | -           | -           | 12     | 0      |        |
| 2023-2024                | Amburgo                  | 2L                       | 17         | 2          | CG              | 1               | 0               | -                  | -                  | -                  | -           | -           | -           | 18     | 2      |        |
| 2024-2025                | Amburgo                  | 2L                       | 14         | 1          | CG              | 2               | 0               | -                  | -                  | -                  | -           | -           | -           | 16     | 1      |        |
| Totale Amburgo           | Totale Amburgo           | Totale Amburgo           | 31         | 3          |                 | 3               | 0               |                    | -                  | -                  |             | -           | -           | 34     | 3      |        |
| Totale carriera          | Totale carriera          | Totale carriera          | 147        | 7          |                 | 15              | 0               |                    | -                  | -                  |             | -           | -           | 162    | 7      |        |